# Počítky
Počítky (deutsch Potschitek, auch Potcitek) ist eine Gemeinde in Tschechien. Sie liegt vier Kilometer nordöstlich von Žďár nad Sázavou und gehört zum Okres Žďár nad Sázavou.

## Geographie
Počítky befindet sich im Süden der Saarer Berge im Tal der Baches Pernička. Der mährische Ort liegt südlich der historischen Grenze zu Böhmen, die entlang der Sázava und des Lamperský potok verlief. Nordöstlich erhebt sich der Kříbek (709 m), im Süden die Zlatá horka (640 m), südwestlich die Zelená hora (611 m) und der Černý les (648 m).
Nachbarorte sind Čvrtě im Norden, Sklené, Fousek und Tři Studně im Nordosten, Vlachovice und Lhotka im Osten, Radňovice im Südosten, Plíčky und Mělkovice im Süden, Vysoké im Südwesten, Pohod, Lyra und Hynkvec im Westen sowie Výpustek, Stržanov, Pod Strží und Světnov im Nordwesten.

## Geschichte
Das Dorf wurde in der zweiten Hälfte des 14. Jahrhunderts gegründet. Die erste schriftliche Erwähnung des zum Zisterzienserkloster Saar gehörigen Dorfes erfolgte im Jahre 1407 im Saarer Urbar als Počátky. Das Erbrichteramt hatten Angehörige einer Lokatorenfamilie inne. Bei der Choleraepidemie von 1832 starben 45 Einwohner.
Nach der Aufhebung der Patrimonialherrschaften bildete Počítky ab 1850 eine Gemeinde im politischen Bezirk Neustadtl. 1949 wurde Počítky dem Okres Žďár nad Sázavou zugeordnet. 1961 erfolgte die Eingemeindung von Vysoké und zwischen 1980 und 1992 war Počítky ein Ortsteil von Žďár nad Sázavou.

## Gemeindegliederung
Für die Gemeinde Počítky sind keine Ortsteile ausgewiesen. Zu Počítky gehören die Ansiedlungen Čvrtě und Výpustek.

## Sehenswürdigkeiten
- Wallfahrtskirche des hl. Johannes von Nepomuk, auf der Zelená hora, südwestlich des Ortes, erbaut 1719–1722 nach Plänen von Johann Blasius Santini-Aichl
- Kapelle am Dorfplatz, errichtet um 1870 anstelle eines Glockenturmes. 1998 wurde die Kapelle renoviert.
- Steinkreuz bei der Kapelle, errichtet 1834
- zwei steinerne Kreuze von 1889 und 1919 am Ortsausgang nach Sklené
- Naturdenkmal Louky u Černého lesa, Feuchtwiesen an der Sázava, westlich des Ortes.